# San Pellegrino Terme
San Pellegrino Terme (lombardul: San Pelegrì vagy Piligrì) település Olaszországban, Lombardia régióban, Bergamo megyében. Lakosainak száma 4641 fő (2023. január 1.). San Pellegrino Terme Serina, Algua, Zogno, Bracca, Val Brembilla, Dossena és San Giovanni Bianco községekkel határos.

## Népesség
A település lakossága az elmúlt években az alábbi módon változott:
| Lakosok száma | 4830 | 4827 | 4641 |
|               | 2017 | 2018 | 2023 |